# Christopher Luxon
Christopher Mark Luxon (født 19. juli 1970) er en newzealandsk virksomhedsleder og politiker. Han er leder af centrum-højre partiet New Zealand National Party (National) og blev New Zealands premierminister efter partiets sejr ved parlamentsvalget i oktober 2023. Han har været medlem af New Zealands parlament valgt i valgkredsen Botany siden parlamentsvalget i 2020 og var fra 2021 til 2023 leder af oppositionen i parlamentet. Han var tidligere administrerende direktør for Air New Zealand fra 2012 til 2019. Luxon var med i Nationals tidligere leder Judith Collins' skyggeregering som talsmand for lokale myndigheder, forskning, videnskab, produktion og landinformation, samt som assisterende talsmand for transport.
Luxon blev født i Christchurch og voksede op i Howick i East Auckland, før han studerede handel ved University of Canterbury i Christchurch. Han arbejdede for Unilever fra 1993 og blev administrerende direktør for Unilever Canada i 2008, hvor han blev millionær, inden han forlod virksomheden for at blive administrerende direktør for Air New Zealand. Han blev offentligt kendt som en kommerciel allieret af John Keys regering, og også for en lønkonflikt med fagforeningen E tū, der etablerede ham som neoliberal. Han vandt valget i National om partiets opstilling i valgkredsen Botany i East Auckland, som normalt er en sikker kreds for National, i 2019 og vandt kredsens parlamensmandat – på trods af et stort nederlag på landsplan for National – ved parlamentsvalget året efter. Luxon blev ofte udråbt som en potentiel leder af National i en turbulent tid for dem politisk, og han vandt lederskabet uden modkandidater 30. november 2021, efter en krise i partiet førte til at den tidligere leder Judith Collins blev fjernet.

## Opvækst
Christopher Mark Luxon blev født i Christchurch 19. juli 1970 i en romersk-katolsk familie af irsk, skotsk og engelsk afstamning. Han boede i Christchurch indtil han var 7, hvorefter familien flyttede til Howick i Auckland. Hans far, Graham Luxon, arbejdede for Johnson & Johnson som salgschef, og hans mor, Kathleen Luxon (født Turnbull), arbejdede som psykoterapeut og rådgiver. Efter et år på Saint Kentigern College og endnu et år på Howick College vendte familien tilbage til Christchurch, og Luxon gik tre år på Christchurch Boys' High School. Her vandt han prisen for seniordebat. Derefter studerede han på University of Canterbury fra 1989 til 1992 og fik en Master of Commerce (Business Administration). I løbet af gymnasie- og universitetsårene arbejdede Luxon på deltid på McDonald's og som portør på Park Royal Hotel.

## Erhvervskarriere
Luxon arbejdede for Unilever fra 1993 til 2011 med base i Wellington (1993-1995), Sydney (1995-2000), London (2000-2003), Chicago (2003-2008) og Toronto (2008-2011). Han avancerede til præsident og administrerende direktør for den canadiske afdeling.
Han kom til Air New Zealand som Group General Manager i maj 2011 og blev udnævnt til administrerende direktør 19. juni 2012. Under han otteårige lederskab voksede Air New Zealands overskud til rekordniveauer, og selskabet blev flere gange kåret som Australiens mest pålidelige brand. Han blev medlem af bestyrelserne for Tourism Industry Association New Zealand og Virgin Australia i 2014. I 2018 blev Luxon og Air New Zealand kritiseret af fagforeningerne Aviation and Marine Engineers Association og E tū på grund af en lønstrid. Fagforeningerne havde planlagt en tre-dages strejke i julen det år, men parterne indgik en aftale, og strejken blev afblæst. 20. juni 2019 meddelte Luxon, at han trak sig fra Air New Zealand og antydede en mulig karriere hos National Party.
I februar 2021 blev det afsløret, at mens Luxon var administrerende direktør for Air New Zealand, assisterede selskabets forretningsenhed Gas Turbines fartøjer fra den saudiske flåde, på trods af at de blokerede for vigtige forsyninger som vand, mad og medicin fra Yemen. Luxon hævdede, at han "ikke havde nogen erindring om det", og at "det måske var efter min tid" – sidstnævnte påstand blev bestridt af hans efterfølger Greg Foran. Det blev mødt med kritik fra premierminister Jacinda Ardern og Green Partys menneskerettighedsordfører Golriz Ghahraman. Luxon indrømmede senere, at det var en fejl, at Air New Zealand ikke havde en proces, hvorved dets administrerende direktør blev informeret om alle militærkontrakter.

## Politisk karriere
Efter Jami-Lee Ross trak sig fra National på grund af anklager om svindel mod partiet, sikrede Luxon sig National Partys kandidatur til Botany-valgkredsen, som altid er blevet vundet af National og blev betragtet som et sikkert mandat for dem, i november 2019.
Luxon vandt mandatet ved parlamentsvalget i New Zealand i 2020 og besejrede Labours kandidat Naisi Chen med en margin på 3.999 stemmer, men med et fald på 9,17 % for National i forhold til forrige valg.
Der blev ofte spekuleret i, at Luxon ville blive leder af National Party Da Judith Collins blev afsat som partileder 25. november 2021, blev Luxon nævnt som en mulig afløser. Han overtog lederskabet 30. november, efter hans hovedmodstander, Simon Bridges, havde trukket sig.